# Сейко Ігор Леонідович
І́гор Леоні́дович Сейко (нар. 1965, Житомир) — солдат Збройних сил України, учасник російсько-української війни.

## З життєпису
Мешкає в місті Житомир. Брав участь у боях на сході України у складі 11-го батальйону, обороняв Донецький аеропорт, мінометник, псевдо «Скіп».

## Нагороди
За особисту мужність, сумлінне та бездоганне служіння Українському народові, зразкове виконання військового обов'язку відзначений — нагороджений
- орденом «За мужність» III ступеня (3.11.2015).[1]
- медаллю «За військову службу Україні» (26.12.2014)
- недержавною відзнакою «За заслуги»
- Відзнака Президента України — ювілейна медаль «25 років незалежності України» (2016).[2]